# Tolazamide
Tolazamide là một thuốc hạ đường máu dùng đường uống sử dụng cho những người bị bệnh tiểu đường loại 2. Nó là một phần của họ sulfonylurea (ATC A10BB).

## Tổng hợp

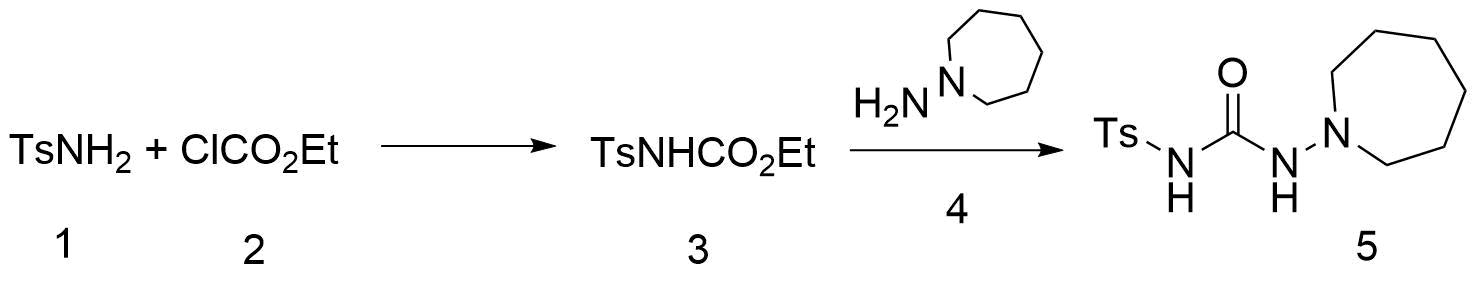
Tổng hợp Tolazemide:

para -Toluenesulfonamide được chuyển đổi thành carbamate của nó với ethyl chloroformate với sự có mặt của một base. Việc đun nóng trung gian với 1- amino - azepane dẫn đến sự dịch chuyển của nhóm ethoxy và sự hình thành của tolazemide:
Azepane thích hợp sẽ dẫn đến [13078-23-4].